# 헤르메스

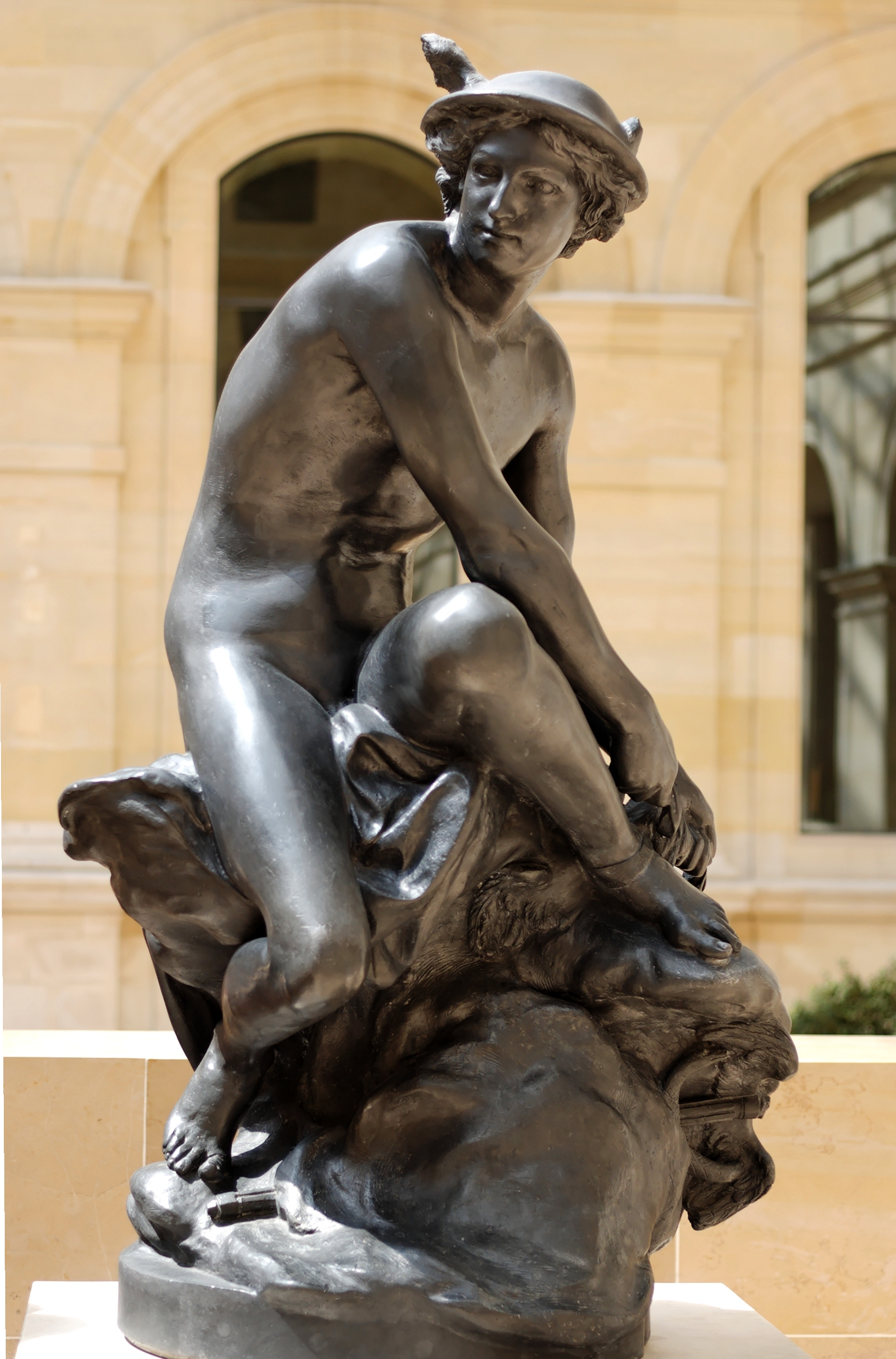
헤르메스

헤르메스(그리스어: Ερμής - ‘표지석 더미’라는 뜻, Hermes)는 그리스 신화에 나오는 여행자 · 목동 · 체육 · 웅변 · 도량형 · 발명 · 상업 · 도둑과 거짓말쟁이의 교활함을 주관하는 남신이며, 주로 신의 뜻을 인간에게 전하는 전령 역할을 한다. 올림포스 12신 가운데 두 번째 세대에 속한다. 행운을 발견하는 것을 헤르마이온(hermaion), 국경에서 이방인의 언어를 통역하는 사람을 헤르메네우스(hermeneus)로 불렀다. 숨은 의미를 해석하는 학문인 해석학(hermeneutics)이 헤르메스에서 유래했다.
혼합주의를 통하여 헤르메스와 이집트 신화에 나오는 지혜의 남신 토트가 결합하여 알렉산드리아의 그레코로망 문화의 상징인 헤르메스 트리스메기스투스(Hermes Trismegistus)라는 신비로운 전설의 인물이 나왔다. 르네상스 시대 이탈리아에서는 헤르메스 트리스메기스투스가 쓴 것으로 가정하는 저작물들을 집성한 헤르메스주의 문헌인 《코르푸스 헤르메티쿰》이 간행되었다.
헤르메스라는 낱말의 어원인 헤르마(Herma)의 뜻이 "경계석 · 경계점"인 것에서 나타나듯이, 고대 그리스인들에게 헤르메스는 "건너서 넘어감"이라는 개념을 구체화한 신이었다. 헤르메스는 교환 · 전송 · 위반 · 초월 · 전이 · 운송 · 횡단 등과 같은 활동과 관련 있는데, 이 모든 활동에 어떤 종류의 "건너감"이 들어 있다. 이런 이유로 헤르메스는 신의 뜻을 전하는 사자 · 재화의 교역 · 상품의 교환 · 의미와 정보의 전달 · 언어의 해석 · 웅변술 · 작문 · 바람이 사물을 한 장소에서 다른 장소로 옮길 때 사용하는 방법 · 사후세계("하데스")로 건너가는 영혼이 제대로 길을 찾도록 돕는 것 등과 관련된 신이었다.

## 여러 신화를 통해 본 헤르메스

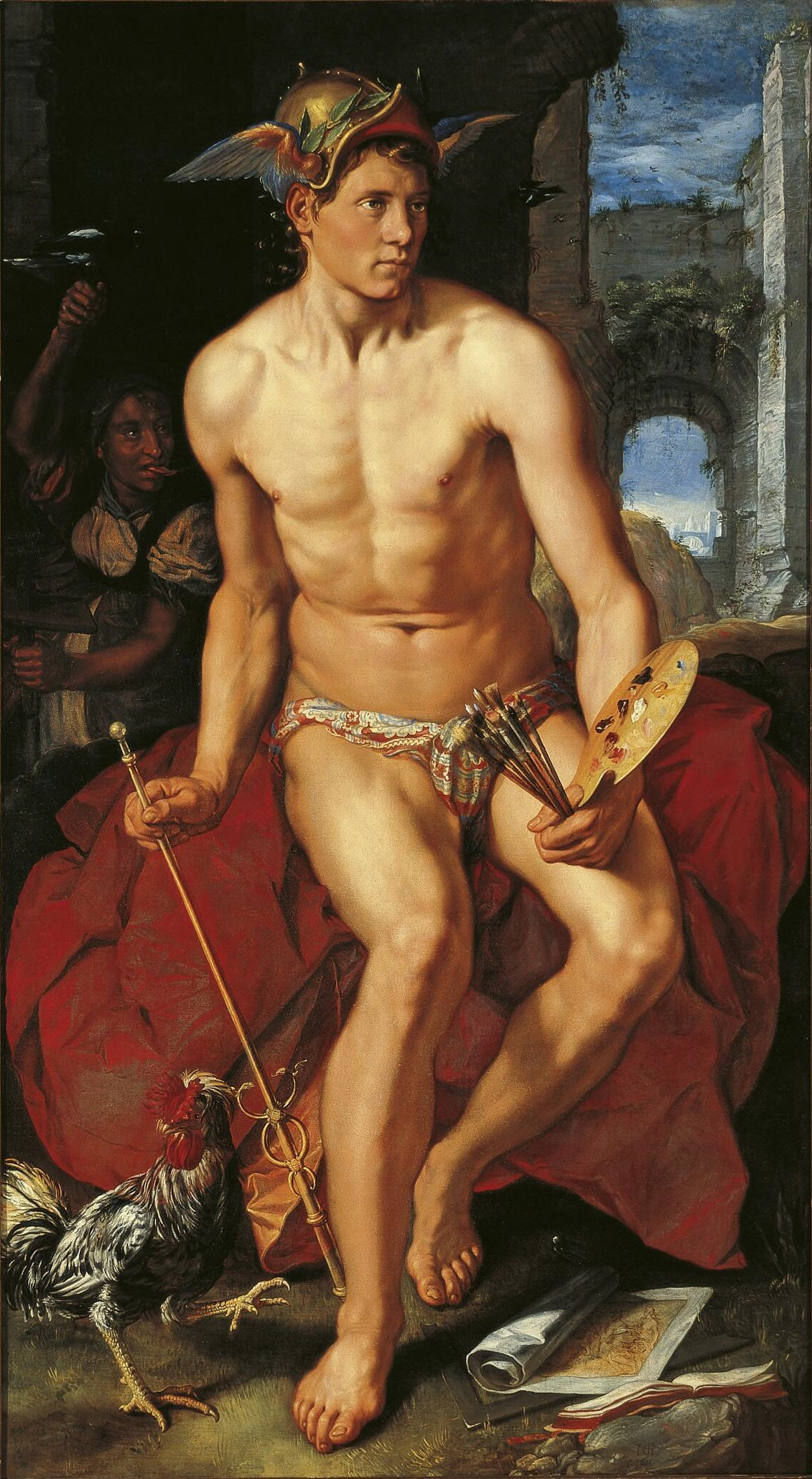
메르쿠리우스: 헨드리크 골치우스(Hendrick Goltzius), 1611년 (네덜란드 할렘의 프란스 할스 박물관)

그리스 신화에서 헤르메스는 디오니소스와 더불어 올림포스 판테온 가운데 가장 나이가 어리다. 제우스와 시원(始原)의 요정 마이아의 아들인 헤르메스는 아카이아(Achaia)와 아르카디아(Arcadia) 가운데 있는 펠로폰네소스에 소재한 킬레네(Cyllene) 산의 동굴에서 태어났다. 헤르메스의 칭호가 "헤르메스 킬레네이우스(Hermes Cylleneius)"인 것도 킬레네 산에서 났기 때문이다. 어떤 문헌에서는 그를 에나고니오스(Enagonios)로 적기도 한다.
헤르메스는 로마 신화의 메르쿠리우스와 동일시된다. 메르쿠리우스는 에트루리아 신화의 투름스(Turms)의 후손이었을 가능성도 있다. 인간 세상의 물건들이 들어 있는 두툼한 지갑을 휴대한 메르쿠리우스는 후에 상업과 부를 대표하는 고대의 신들인 데이 루크라이(Dei Lucrii)를 흡수한다. 로마 제국의 혼합주의적 종교 풍토에 따라, 헤르메스가 이집트의 아누비스와 결합하여 헤르마누비스(Hermanubis)가 탄생한다. 비슷한 과정을 거쳐, 헤르메스 트리스메기스투스라는 이름은 후에 연금술사들이 사용했고 헤르메스와 이집트 신 토트의 요소가 결합되어 있는 혼합주의적(혼혈적) 신으로 다루었다.
헤르메스 혹은 메르쿠리우스는 스칸디나비아(북유럽, 혹은 독일)에서는 보탄(Wotan)/보딘(Woden)/오딘(Odin)으로 불렀고, 따라서 라틴어 "디에이스 메르쿠리우스"(dies Mercurius)는 앵글로색슨어 "보드네스 댁(Wodnes dæg)"('보딘의 날'이라는 뜻)에서 나온 영어 "웬즈데이(Wednesday: 수요일)"에 해당하며, 덴마크어로는 "온스닥"(Onsdag)이다.
오늘날 그리스 우체국의 상징은 헤르메스이다.

## 숭배

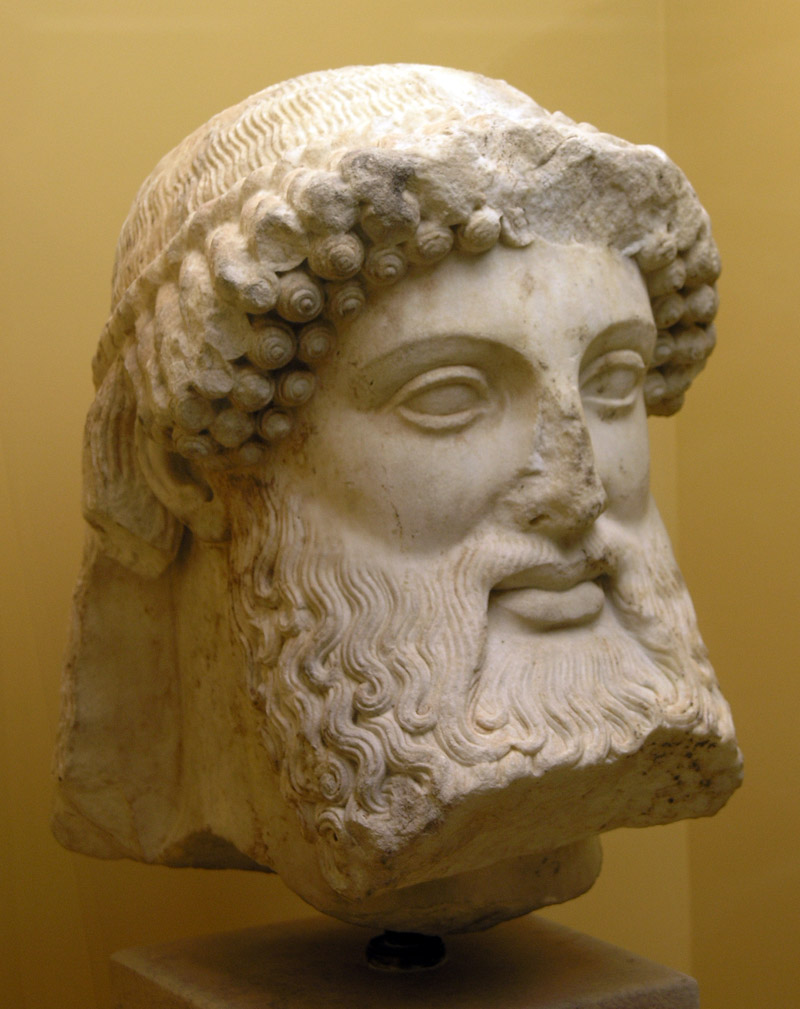
기원전 5세기 초 그리스 고전기의 헤르마의 두상: 수염이 있는 헤르메스를 표현하고 있다

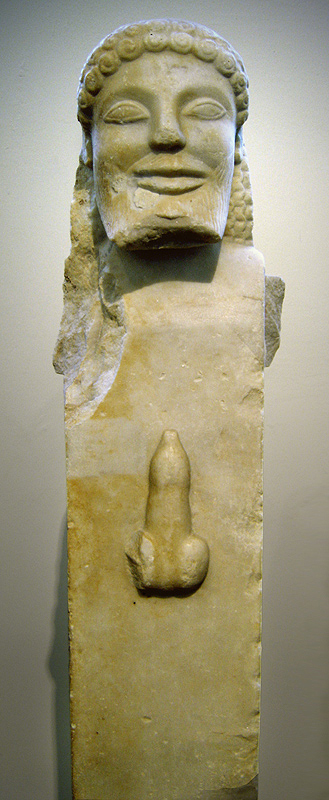
기원전 520년경의 그리스 고전기의 헤르마: 헤르메스를 나타낸 것으로 여겨지며 남근이 남아 있는 희귀한 사례이다

비록 그리스 전역에 헤르메스의 제단들이 있었지만 헤르메스 숭배의 중심지는 그를 기리는 헤르미아(Hermaea)라는 축제가 행해졌던 아르카디아의 페네오스(Pheneos)였다.
경계를 건너는 존재인 헤르메스는 "헤르메스 프시코폼포스"로도 불렸는데 저승사자(영혼의 안내자)로써 죽은 영혼을 하데스에게 데리고 갔다. 호메로스의 《데메테르 찬가》에서 헤르메스는 페르세포네를 무사히 데메테르에게 돌려보낸 것으로 묘사된다. 또한 헤르메스는 인간들에게 잠자는 동안 꿈을 가져다 주는 역할을 했다.
불을 발명한 헤르메스는, 거인족 프로메테우스와 대비가 된다. 시링크스와 리라와 같은 악기 이외에도, 여러 형태의 경주 경기와 권투 경기를 창안했다. 6세기에 들어서, 헤르메스는 남근숭배 사상의 전통적인 수염이 텁수룩한 모습에서 탈피하여 젊은 운동선수의 모습으로 나타났다. 이 새로운 이미지의 헤르메스 상은 그리스 곳곳의 경기장과 체육관에 세워졌다.

### 헤르마

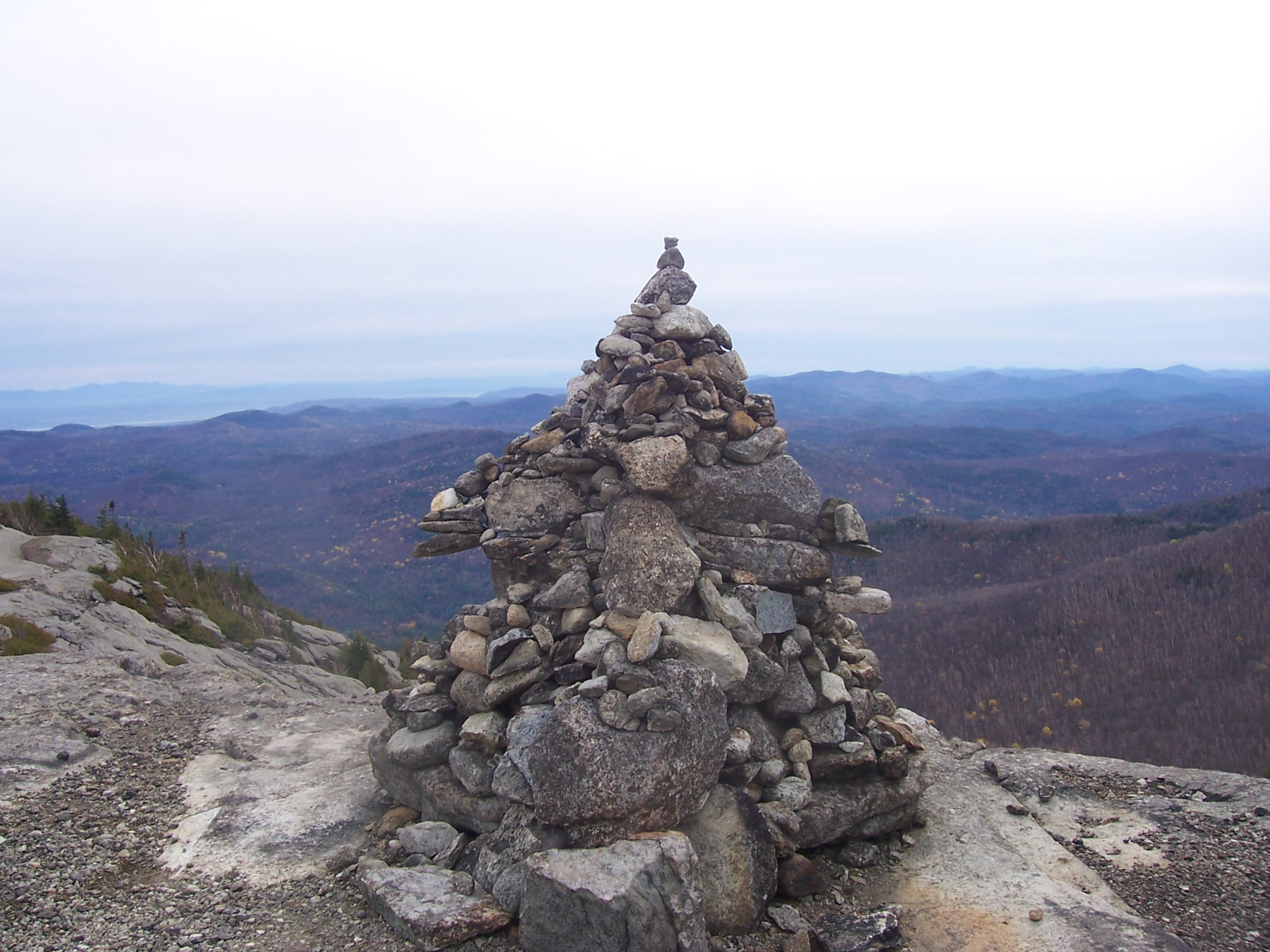
돌무지: 그리스가 아닌 미국의 한 산의 돌무지이다.

초창기 고대 그리스에서, 헤르메스는 경계를 지키는 남근 신이었다. 원래 헤르마(Herma)는 길가에 있는 표지석 무더기인 돌무지(cairn)를 뜻했다. 여행자들은 지나가며 그 무더기에 돌을 올려놓았다. 6세기경 피시스트라투스(Pisistratus)의 아들 히파르코스(Hipparchos)는 아테네의 아고라에 있던, 각각의 마을의 사이의 중간 지점들을 표시하는 돌무지들을 없애고 청동 혹은 돌로 된 사각 기둥("헤르마")을 세웠다. 기둥 위에는 수염을 기른 헤르메스 두상이 올려져 있었고 기둥 하부에는 돌출한 남근이 나와 있었다. 이보다 더 오래된, 그리스 신화에서 헤르메스가 태어난 곳이라고 하는 킬레네 산(Mount Kyllini)의 헤르마("킬레네 헤르마")는 남근 형상으로 깎은 단순한 돌이거나 나무 기둥이었다. 헤르마는 도로나 경계를 구분하는 용도로 쓰였으며, 아테네에서는 헤르마를 길운을 가져다 주는 것으로 보고 집 밖에 세우기도 했다. 그리스 종교 학자 발터 부케르트는 “이런 종류의 기념비가 올림피아의 신으로 변형될 수 있었다니 경이롭다”라고 평가했다.
기원전 415년 아테네 함대가 펠로폰네소스 전쟁 중 시라쿠사로 출정준비를 하고 있을 무렵에, 아테네의 헤르마 전부가 파괴된 사건이 있었다. 아테네인들은 시라쿠사 아니면 아테네 내부 반전 세력의 소행으로 추측했다. 소크라테스의 문하생 알키비아데스가 연루된 것으로 의심을 받았고 이에 대한 간접적인 책임으로 소크라테스는 불경죄에 대한 죗값을 목숨으로 대신했다.

### 상징물
그림에 나타난 헤르메스는 챙이 넓은 여행자 모자 혹은 날개 달린 모자(페타소스)를 쓰고, 날개 달린 샌들(탈라리아)을 신고, 동방의 사자(使者) 지팡이를 짚고 있었다. 지팡이의 막대 부분은 교미 중인 뱀으로 꼬여 있었는데 그리스어로는 이 지팡이를 케뤼케이온(kerykeion), 라틴어로는 카두케오스(caduceus)라고 불렀다. 복장은 여행자, 일꾼, 양치기 등이었다. 지갑, 수탉, 거북이 헤르메스의 대표적 상징물이었다.

## 출생
헤르메스는 아르카디아의 킬레네 산에서 마이아가 낳았다. 호메로스 찬가들 중 《헤르메스 찬가》에 따르면 마이아는 요정의 이름이지만, 그리스인들이 보통 산파나 현명하고 자상한 노부인에게 이런 이름을 붙였던 사례에서 볼 때, 아주 오래된 고대 요정인 플레이아데스 중 한 명으로써 아르카디아의 동굴에 피신 중이었던 것으로 보인다.
헤르메스는 성장 속도가 빨랐다. 태어난 날 정오 무렵에 거북이 껍질로 리라를 발명했고, 밤에는 아폴로의 재산인 불사의 소를 훔쳤다. 아폴로의 성스러운 소떼에 둘러쳐져 있었던 결계가 깨짐으로써 올림포스는 최초로 희생을 치르고 이것은 경계를 주관하는 악동신이 저지른 일이었다.

## 헤르메스의 아들들

### 판
판은 헤르메스와 요정 드리오페의 아들이다. 드리오페는 못생기고 몸의 절반은 염소인 아기를 보자 달아나 버렸다. 헤르메스는 아기를 올림포스 산으로 데려 갔고, 판은 그곳에서 보통 아이처럼 웃고 착하게 자랐다고 한다. 판은 특히 목동과 나무꾼이 경배하는 신이 되었다. 어떤 선원의 잘못된 판단으로 판이 죽었다는 소문이 나기도 했으나 그후에도 판의 성지와 제단에는 숭배자들의 발길이 끊기지 않았다.

### 압데루스
압데루스(Abderus)는 헤르메스의 아들이었으나 친구인 헤라클레스가 맡긴 디오메데스의 암말들(Mares of Diomedes)에게 잡아 먹혔다.

### 헤르마프로디토스
헤르마프로디토스(Hermaphroditus)는 헤르메스의 세 번째 아들로 아프로디테가 낳았다. 하지만 후일 그에게 실연당한 살마키스(Salmacis)가 신에게 절대로 헤어지지 않게 되기를 간청하는 바람에 두 사람의 몸은 합쳐져 그는 자웅동체(hermaphrodite)의 몸으로 변하게 되었다.

## 헤르메스의 가족관계
1. 아프로디테
  1. 에우노미아(Eunomia)
  2. 헤르마프로디토스
  3. 페이토(Peitho)
  4. 로도스(Rhodos)
  5. 티케(Tyche)
2. 아글라울로스(Aglaulus)
  1. 에우몰포스(Eumolpus)
3. 헤르세(Herse)
  1. 케팔로스(Cephalus)
4. 판드로소스(Pandrosus)
  1. 케릭스(Ceryx)
5. 드리오페(Dryope)
  1. 판
6. 알려지지 않음
  1. 압데로스(Abderus)
  2. 아이탈리데스(Aethalides)
  3. 에키온(Echion)
  4. 미르틸로스(Myrtilus)
7. 이름 미상의 시실리 요정
  1. 다피니스(Daphnis)

## 그외의 이야기
제우스는 이오를 사랑했지만 헤라의 질투가 두려워서 암소로 모습을 바꾸어 놓았다. 이를 의심한 헤라는 제우스에게 암소를 선물로 줄 것을 요구했고, 제우스는 이 요청을 거절할 수 없었다. 헤라는 백 개의 눈이 가진 거인 아르고스를 시켜 소를 지키도록 명했다. 헤르메스는 제우스의 부탁으로, 아르고스를 잠재운 후 석검으로 물리치고 이오를 구출하지만 헤라는 등에를 보내 이오를 물어 뜯게 만들고 이오는 소의 모습으로 이곳 저곳을 떠돌았다. 이로 인해 헤르메스는 아르게이폰테스(Argeiphontes) 즉, "아르고스를 벤 자"라는 별칭을 갖게 되었다.
헤르메스는 오디세우스를 두번 돕는다. 바다 요정 칼륍소(Calypso)가 오디세우스를 보내 주도록 설득했다. 키르케의 마법을 방어할 약초를 알려 주었다.
오르페우스가 다시 한번 뒤를 돌아서 에우리디케를 쳐다 보았을 때, 헤르메스는 그녀를 하데스에게 돌려 보냈다.

## 같이 보기
- 토트
- 아누비스
- 헤르메스 트리스메기스투스
- 헤르메스주의
- 헤르메스주의 문헌

## 참고 문헌
- 발터 부케르트(Walter Burkert), 1985. 《Greek Religion》.
- 앙트완 페브르(Antoine Faivre), 1995. 《The Eternal Hermes : From Greek God to Alchemical Magus》, translated by Josceleyn Godwin (Phanes) ISBN 0-933999-52-6. 불어영역판.

## 그리스로마신화
- 위키미디어 공용에 헤르메스 관련 미디어 분류가 있습니다.
- (영어) 헤르메스 숭배 사상
- (스페인어) ElOlimpo에 있는 추가 정보와 사진들